# Parc de Montpellas
Le parc de Montpellas, appelé aussi jardin de la Mairie, est un parc situé dans le 9e arrondissement de Lyon, en France. Couvrant une superficie d’environ un hectare et demi, il est situé entre le plateau de Saint-Rambert et la Saône.

## Description
Le parc occupe une sorte de quadrilatère, délimité :
- côté nord ouest, par le chemin de Montpellas,
- côté sud est, par la Grande Rue de Saint-Rambert et la rue du Général Girodon,
- et par des propriétés sur les deux autres côtés.

Il comprend une partie amont, en légère pente et majoritairement engazonnée, et une partie aval, en plus forte pente et plus arborée. L’allée principale permet de relier le plateau aux quais de Saône, en face de l’Île Barbe.
Les aménagements se limitent à quelques bancs et des réverbères le long de l’allée.
Le parc offre des échappées sur la Saône et ses rives ainsi que sur le clocher de l’église de Saint-Rambert.
La Ligne de chemin de fer Paris – Lyon – Marseille Saint-Charles, souterraine dans cette partie, traverse le parc.

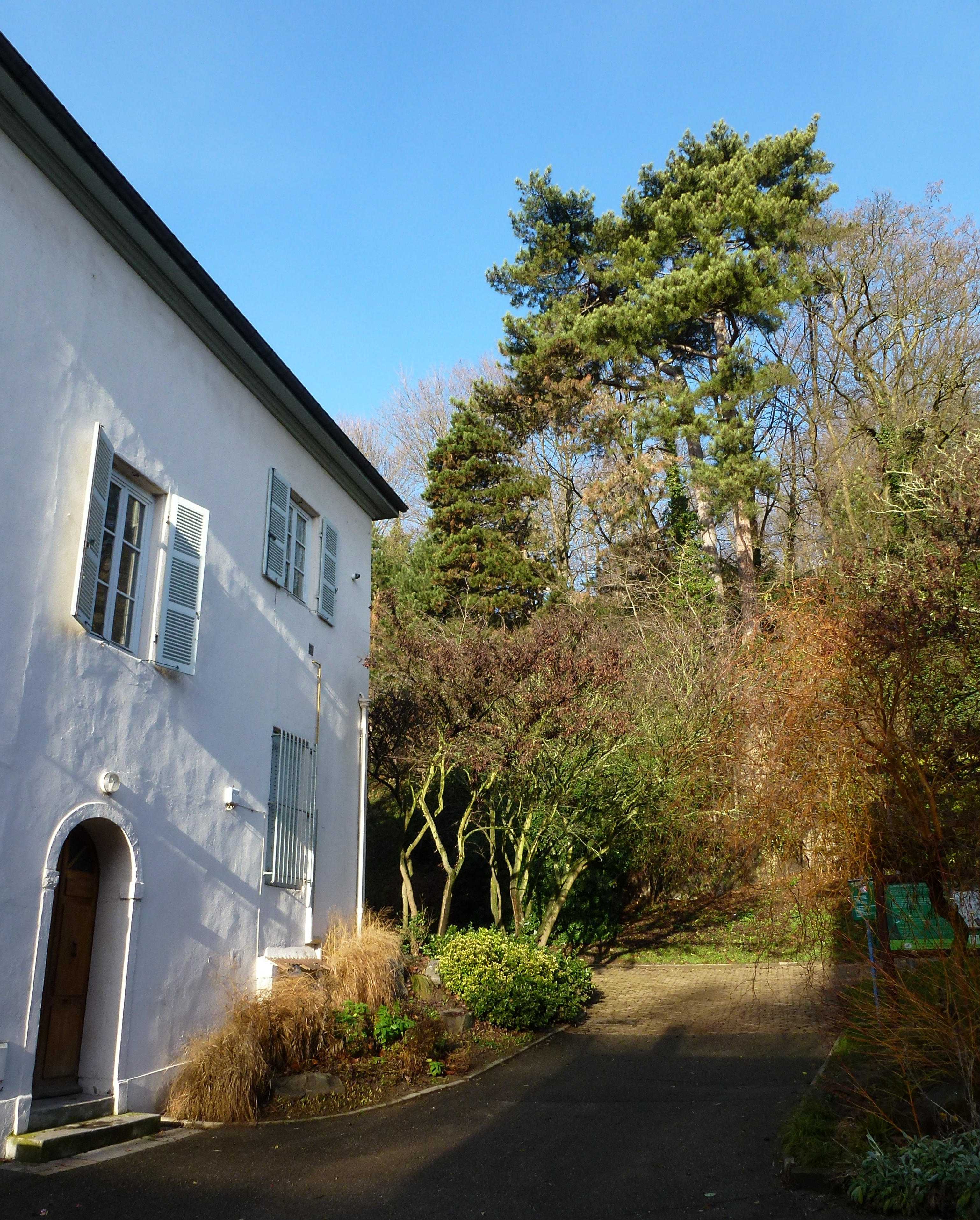
Entrée du parc côté bourg
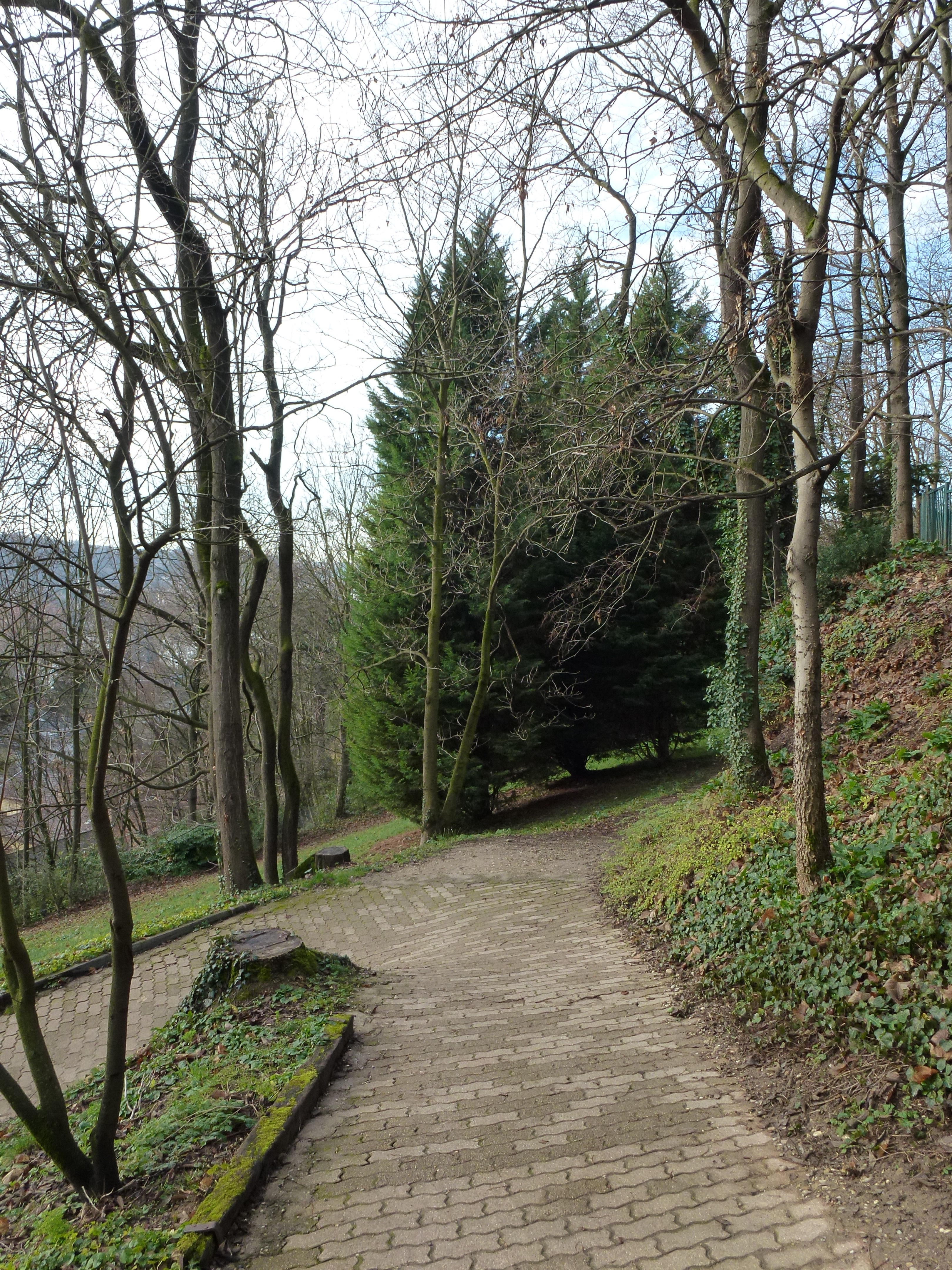
Allée principale
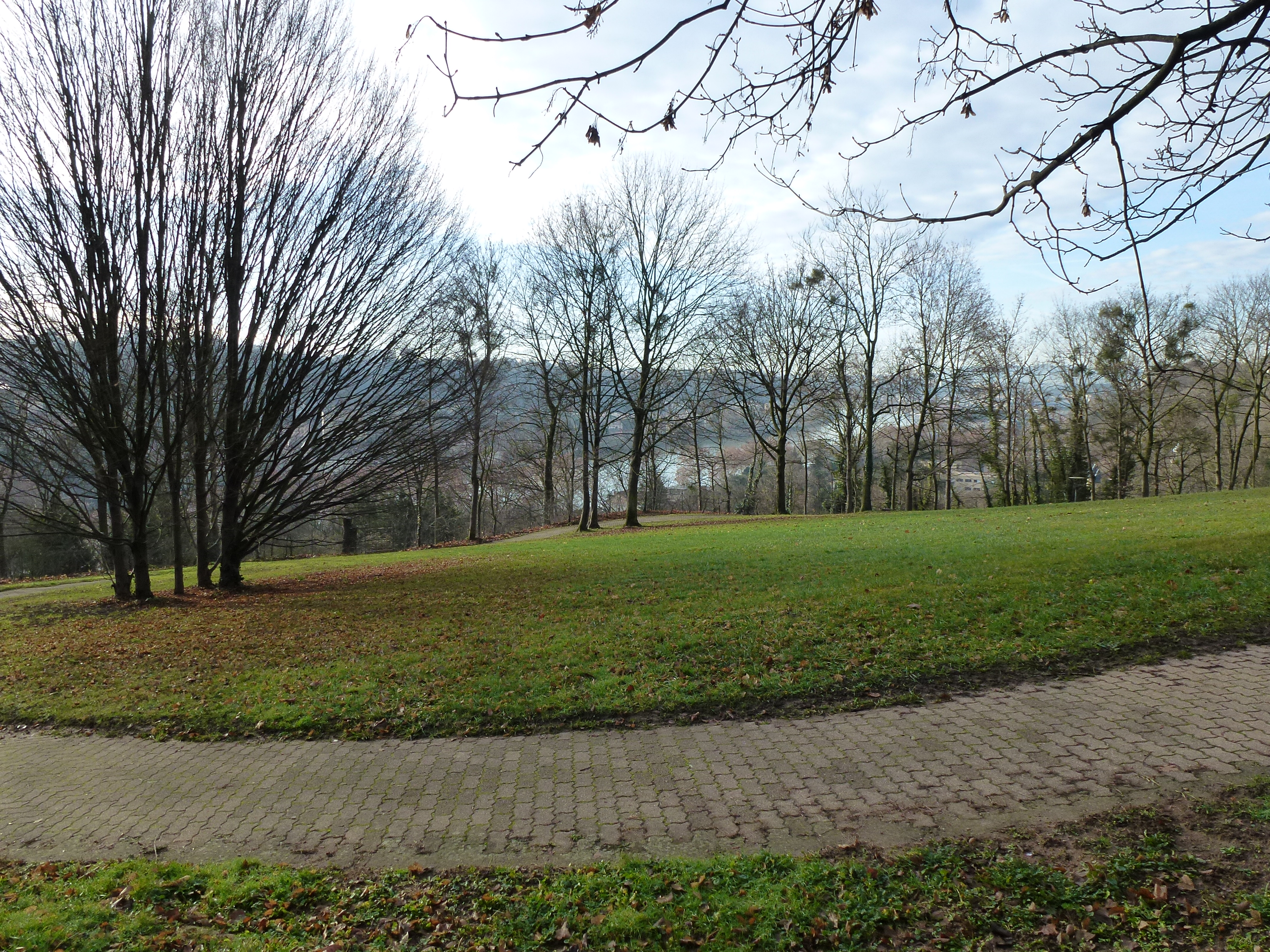
Allée secondaire
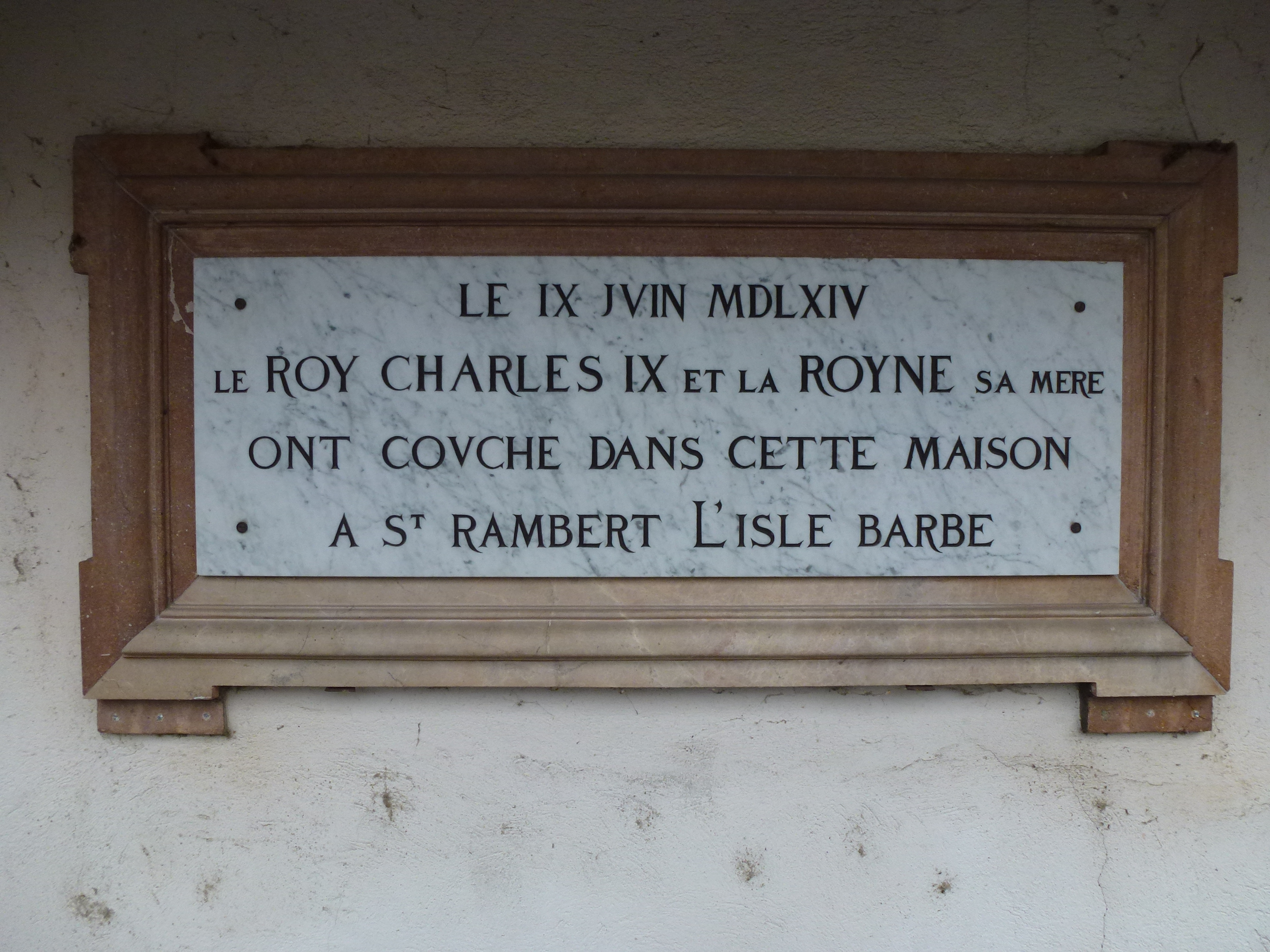
Plaque apposée sur le mur de la mairie annexe

## Historique
Le 9 juin 1564, dans le cadre du tour de France organisé par Catherine de Médicis pour présenter au peuple son fils, le tout jeune Charles IX, le nouveau roi et sa mère logent dans une maison, aujourd’hui mairie annexe de Saint-Rambert, qui jouxte le parc de Montpellas.

## Accès
Des transports en commun donnent accès au parc, ainsi :
- la ligne de bus S10, arrêt Mairie de Saint-Rambert (partie basse) ou Schonberg (partie haute)